# Fiston Abdul Razak
Fiston Abdul Razak (ur. 5 września 1993 w Bużumburze) – burundyjski piłkarz grający na pozycji napastnika w klubie Young Africans SC oraz reprezentacji Burundi. Rekordzista pod względem liczby goli w historii burundyjskiej kadry.

## Kariera klubowa
Abdul Razak początek swojej kariery spędził w klubach z Afryki Środkowej i Wschodniej. W 2015 roku wyjechał do RPA. Występował w Mamelodi Sundowns, z którym zdobył Puchar Ligi. W 2018 roku został piłkarzem irackiego Al-Zawraa, z którym wygrał mistrzostwo kraju. Od 2021 roku jest piłkarzem tanzańskiego Young Africans SC.

## Kariera reprezentacyjna
W reprezentacji Burundi zadebiutował 2 grudnia 2009 przeciwko Ugandzie. Pierwszą bramkę zdobył 28 listopada 2013 w meczu z Somalią. W eliminacjach Pucharu Narodów Afryki 2019 zdobył 6 goli, co przyczyniło się do pierwszego w historii awansu Burundi na ten turniej. Na PNA 2019 wystąpił we wszystkich meczach, ale nie zdobył bramki. Obecnie, z 19 trafieniami na koncie, jest najlepszym strzelcem w historii reprezentacji Burundi.